# Protisty roślinopodobne
Protisty roślinopodobne – nieformalna grupa protistów zaliczanych, zwłaszcza według dawnych ujęć taksonomicznych, do roślin. Zakres tej grupy jest nieostry i zależy od przyjętego systemu klasyfikacji biologicznej, np. od przyjętych podziałów wewnątrz samych protistów, gdyż według niektórych systematyków (Thomas Cavalier-Smith) w grupie tej wydzielić można dwa królestwa biologiczne: Protozoa i Chromista. W tym przypadku wiele organizmów zaliczanych do protistów roślinopodobnych w większości innych systemów w ogóle nie jest określane jako protisty. Inną kontrowersją jest status zielenic (z ramienicami i sprzężnicami), krasnorostów i glaukofitów, które według jednych systematyków zaliczane są do protistów (np. Lynn Margulis), a według innych do roślin. Współcześnie przeważa ostatni pogląd, gdyż w ten sposób łączy się w jednym królestwie organizmy należące do jednego kladu z roślinami lądowymi. Kontrowersje te wynikają z różnych kryteriów podziału organizmów na królestwa. Wśród protistów roślinopodobnych mogą być zarówno organizmy jednokomórkowe (większość), jak i nibytkankowe (brunatnice). Ich budowa może przypominać budowę glonów z typu zielenic czy krasnorostów, a nawet roślin lądowych. Postać wiciowca częsta jest zarówno wśród protistów roślinopodobnych (bruzdnice, eugleniny, kryptomonady), jak i zielenic (np. toczkowce). W obu grupach występują postacie kolonijne (np. okrzemki Fragilaria wśród protistów i scenedesmowate wśród zielenic) oraz wielokomórkowe, z podziałem na część przytwierdzającą do podłoża, osiową i płatowate części asymilujące oraz z budową tkankową lub zbliżoną do tkankowej (listownicowce wśród protistów oraz krasnorosty, ramienicowce i rośliny lądowe).

## Historia królestwa Protista
Początkowo wszystkie organizmy zaliczano bądź do roślin, bądź do zwierząt, przy czym istniały organizmy sprawiające kłopoty przy takim przyporządkowaniu określane jako zwierzokrzewy. Dalsze odkrycia biologiczne dawały przykłady kolejnych organizmów nastręczających trudności klasyfikacyjnych (bakterie, desmidie, okrzemki). Zaliczenie ich do jednego z dwóch wówczas uznawanych królestw zależało od kryteriów przyjętych przez badacza. W pierwszej połowie XIX w. dla drobnych organizmów o nieskomplikowanej budowie wydzielono typ w obrębie królestwa zwierząt o nazwie Protozoa obejmujący m.in. grupę Phytozoa, co jest połączeniem greckich nazw: rośliny i zwierzęta, do której zaliczono organizmy obecnie włączone do kryptomonad. Następnie utrwalił się podział organizmów tego typu na Protozoa (uważane za prymitywne zwierzęta) oraz Protophyta, Bacteria i Phytozoa (uważane za prymitywne rośliny). W połowie XIX w. kilku przyrodników zaproponowało wydzielenie odrębnego od roślin i zwierząt królestwa o nazwie Protozoa (Richard Owen), Protoctista (John Hogg) lub Protista (Ernst Haeckel). Nie zostało to jednak powszechnie przyjęte aż do połowy XX w., a poszczególne organizmy z tej grupy wchodziły w zakres zainteresowania zoologii lub botaniki, a od pewnego momentu również nowo powstałej bakteriologii. Do wydzielenia prostych organizmów jako odrębnego królestwa Protista lub Protoctista (a przy okazji wydzielenia prokariontów jako zupełnie odrębnej grupy) powrócono w koncepcjach Roberta Whittakera i Lynn Margulis. 

## Podział protistów
Ponieważ protisty to takson parafiletyczny, da się w nim wyróżnić linie ewolucyjne prowadzące do grzybów, roślin i zwierząt, a także linie nieprowadzące do dalszych królestw. Ze względu na kryteria takie jak sposób odżywiania, rozmnażania, obecność wici itp. podzielono go na trzy nieformalne grupy: protisty zwierzęce (pierwotniaki), protisty grzybopodobne i protisty roślinopodobne. Te ostatnie charakteryzuje przede wszystkim obecność chloroplastów i zdolność do fotosyntezy. W związku z tym określane są również jako protisty samożywne, fotosyntetyzujące, autotroficzne itp. W zasadzie wszystkie protisty roślinne są włączane do ekologicznej grupy glonów, przy czym część glonów (sinice, zielenice) nie jest obecnie zaliczana do protistów. Kryterium fotosyntezy nie jest zbyt ścisłe, gdyż organizmy zaliczane do roślin albo roślinopodobnych protistów mogą być blisko spokrewnione z tzw. glonami bezzieleniowymi, skądinąd mogącymi być zaliczanymi do protistów zwierzęcych, a przedstawiciele zwierząt i protistów określanych jako zwierzęce mogą fotosyntetyzować dzięki obecności zoochlorelli, zookstantelli lub cyjanelli. Czasem stopień asymilacji endosymbionta pozwalającym na określenie go chloroplastem jest kwestią dyskusyjną, zwłaszcza w przypadku cyjanelli. Również wśród glonów zaliczanych obecnie do roślin zdarzają się takie strategie metaboliczne jak auksotrofia i miksotrofia, więc nie jest to cecha dystynktywna. W związku z tym nawet taki podział nie rozwiązuje do końca kwestii "zwierzęcości" lub "roślinności" takich organizmów jak euglena zielona. 
Jednym z powodów wyłączania glaukofitów, krasnorostów i zielenic z protistów jest pierwotne pochodzenie ich chloroplastów. Te grupy (wraz z roślinami lądowymi) mają chloroplasty powstałe w drodze pierwotnej endosymbiozy (podobnie jak niespokrewniona z nimi Paulinella chromatophora), podczas gdy chloroplasty pozostałych organizmów fotosyntetyzujących powstały dzięki endosymbiozie wtórnej lub endosymbiozom wyższych rzędów. Wtórne endosymbiozy zachodzić mogły wielokrotnie w różnych, niekoniecznie spokrewnionych, grupach, przez co powszechnie stosowane dotychczas w algologii określanie pokrewieństwa na podstawie cech związanych z aparatem fotosyntetycznym jest wątpliwe. W dawnych systemach taksonomicznych glony łączono w grupy m.in. w oparciu o występowanie różnych barwników fotosyntetycznych. Przez to sugerowano pokrewieństwo euglenin i zielenic jako mających chlorofil a i b (choć inne cechy podawały ich bliskość w wątpliwość). Tymczasem nowsze badania wykazały, że bliskość ta wynika stąd, że chloroplasty euglenin są spokrewnione – a więc zapewne są efektem endosymbiozy – z zielenicami z klasy prazynofitów. Z kolei chloroplasty innych protistów – Chlorarachniophyceae – również zawierają chlorofil a i b, ale ich chloroplasty spokrewnione są z zielenicami z klasy watkowych. Zatem podobieństwo chloroplastów (np. liczba błon) i asymilatów może występować u skądinąd niespokrewnionych organizmów. 
W systemach opracowywanych w XXI w. dominuje podział na trzy domeny, a wewnątrz domeny Eucarya na sześć supergrup. Organizmy zaliczane wciąż w tradycyjnych systemach do królestwa Protista znalazły się we wszystkich sześciu supergrupach (przy czym jedna z nich – Arachaeplastida – utożsamiana bywa z królestwem roślin), a organizmów zdolnych do fotosyntezy brak tylko w supergrupach Opisthokonta i Amoebozoa (choć z kolei ich przedstawiciele mogą zawierać zoochlorelle itp.).

## Przedstawiciele
Obecnie do protistów roślinopodobnych (łącznie z Chromista) zalicza się niektórych przedstawicieli następujących grup:
Rhizaria
- Chlorarachniophyta

Chromalveolata
- Bruzdnice
- Apikompleksy (zwykle zaliczane do protistów zwierzęcych)
- Złotowiciowce
- Okrzemki
- Różnowiciowce
- Brunatnice
- Kryptomonady
- Haptofity

Excavata
- Eugleniny

Archaeplastida (obecnie raczej wszyscy przedstawiciele są wyłączani z królestwa Protista na rzecz królestwa Plantae)
- Glaukocystofity
- Krasnorosty
- Zielenice (przez bardzo niewielu systematyków zaliczane do protistów).

## Grafika

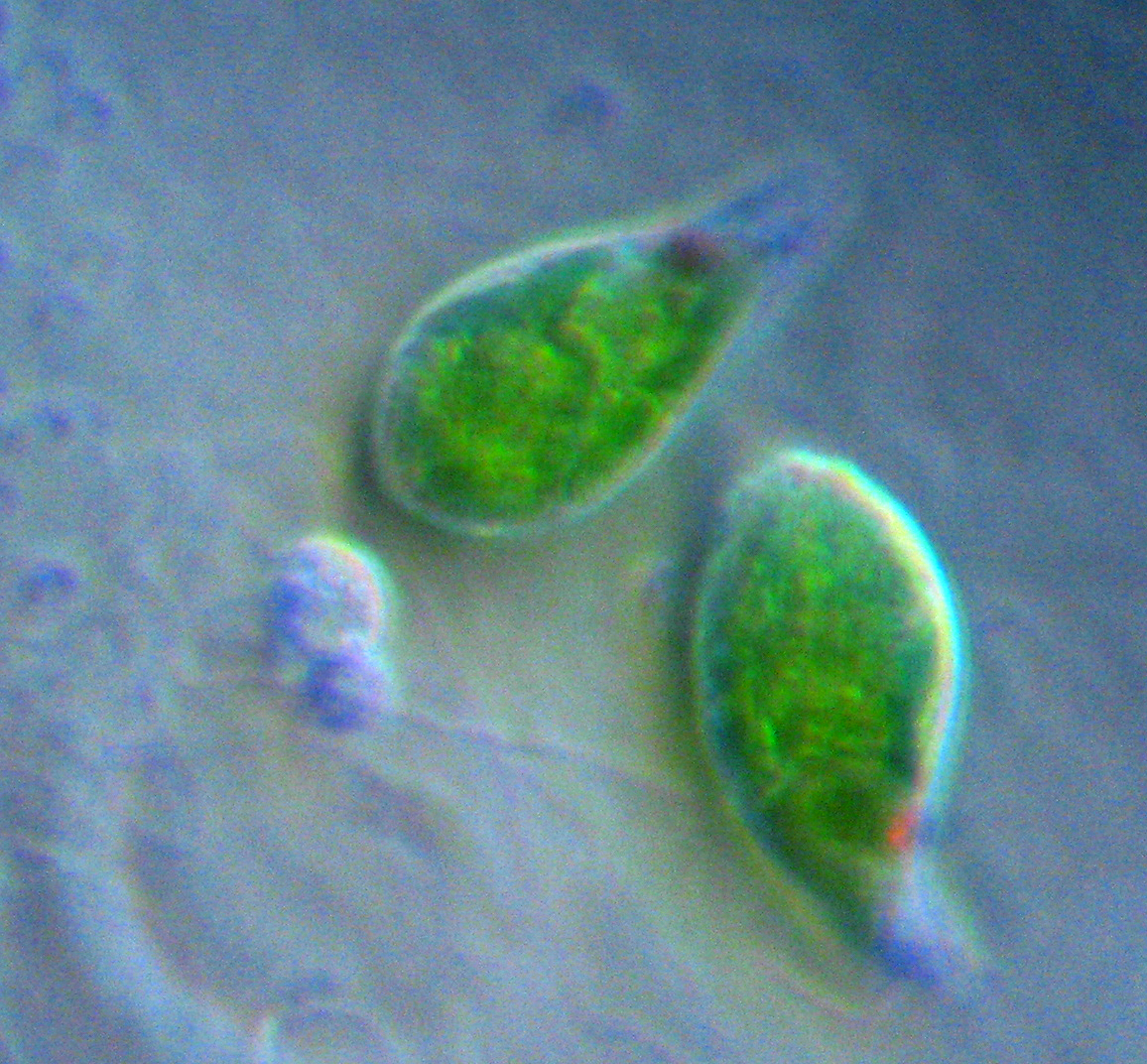
Eugleny – eugleniny
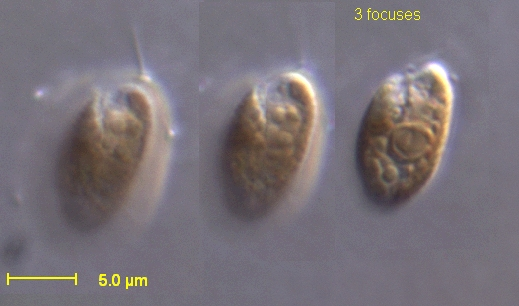
Rhodomonas salina – kryptomonady
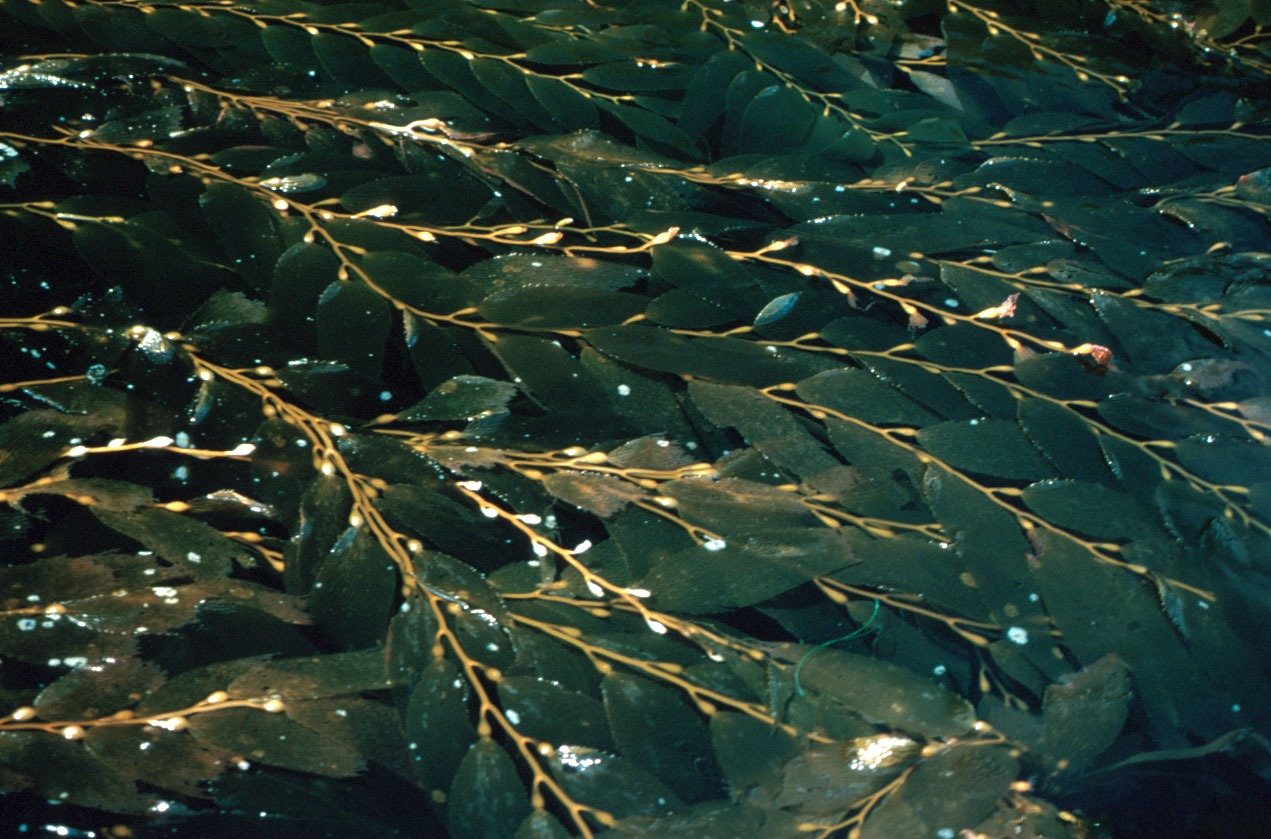
Macrocystis pyrifera – brunatnice, największy przedstawiciel protistów
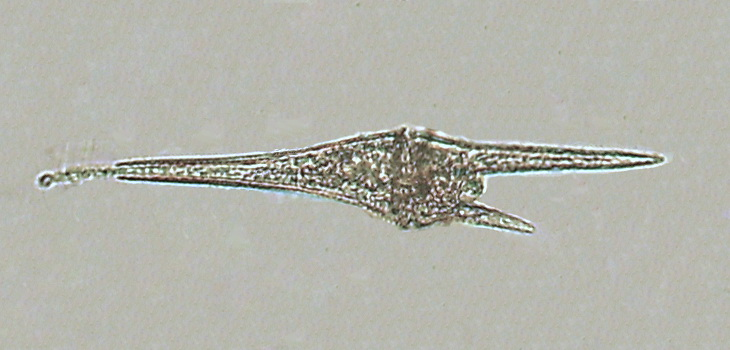
Ceratium furca – bruzdnice
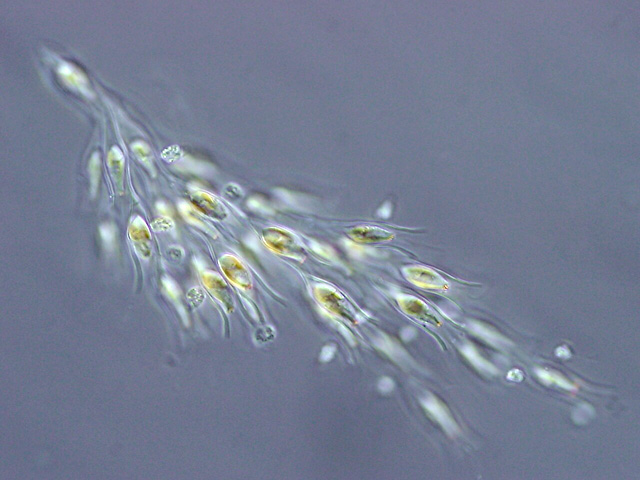
Dinobryon sp. – złotowiciowce
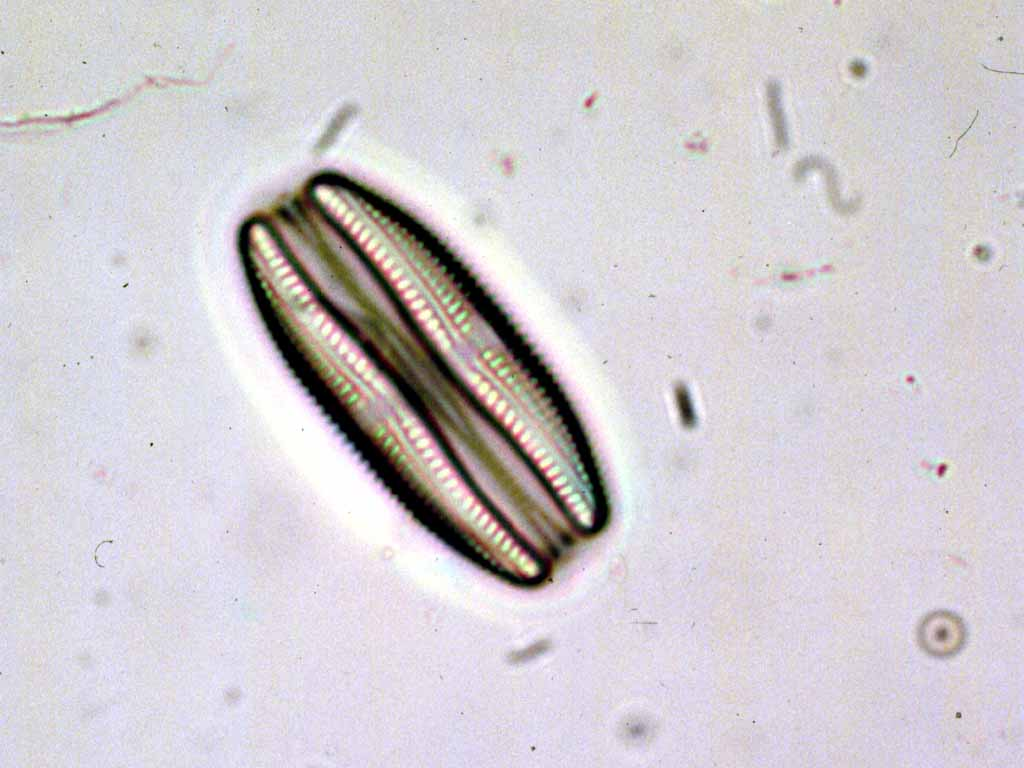
Amphora ovalis – okrzemki
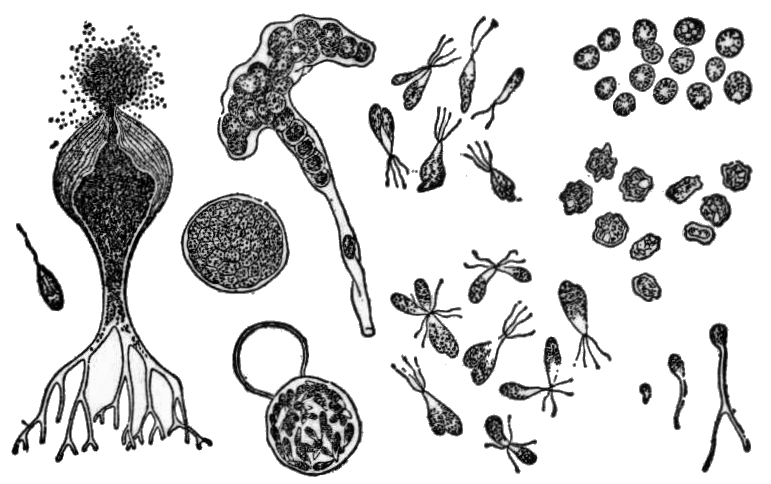
Wydętka ziarnista (Botrydium granulatum) – różnowiciowce